# Dekret o mleczarstwie (PRL)
Dekret z dnia 28 października 1947 r. o mleczarstwie – regulacja prawna mająca moc ustawy przyjęta w 1947 r., określająca przepisy dotyczące zakładów mleczarskich, a w szczególności głównych zakładów mleczarskich, jakimi były mleczarnie, maślarnie, serownie, kazeiniarnie oraz pomocnicze zakłady mleczarskie, jak śmietańczarnie i zlewnie mleka. Dekret określał sposób dokonywania obrotu mlekiem i jego przetworami. Zakładem mleczarskim w rozumieniu dekretu był zakład odbierający lub przerabiający mleko i jego przetwory na produkty spożywczo-nabiałowe.

## Podstawy prawne dotyczące mleczarstwa
Na podstawie dekretu z 1947 r. o mleczarstwie określono wymagania stawiane zakładom mleczarskim, sprawowanie nad nimi nadzoru, dokonywanie oceny przetworów mleczarskich oraz określania zasad wywozu przetworów mleczarskich za granicę.
Nadzór nad wykonaniem przepisów dekretu i nadzór nad przebiegiem realizacji zadań powierzono Ministrowi Przemysłu i Handlu, a od 1949 r. Ministrowi Handlu Wewnętrznego.

## Zasady funkcjonowania zakładów mleczarskich
Minister Przemysłu i Handlu ustalał w drodze rozporządzeń wydanych w porozumieniu z Ministrem Rolnictwa i Reform Rolnych oraz Ministrem Aprowizacji.
- teren działalności głównych zakładów mleczarskich,
- zasady obliczania cen za dostarczone zakładom mleczarskim mleko w stosunku do jego jakości i zawartości tłuszczu,
- sprawozdawczość zakładów mleczarskich, a w szczególności wykazy surowców oraz przerobu.

Jednocześnie wskazano, że dekret nie narusza przepisów rozporządzenia Prezydenta Rzeczypospolitej z 1928 r. o dozorze nad artykułami żywności i przedmiotami użytku.

## Wymagania stawiane zakładom mleczarskim
Minister Przemysłu i Handlu ustalał wymagania, jakim powinny odpowiadać:
- pomieszczenia i urządzenia zakładów mleczarskich,
- stosowane przez zakłady mleczarskie metody techniczne wytwarzania poszczególnych rodzajów przetworów mleczarskich,
- surowce przeznaczone do przetwórstwa.

Według rozporządzenia Ministra Przemysłu i Handlu z 1948 r. rozmiary poszczególnych pomieszczeń w zakładach mleczarskich powinny być:
- dostosowane do ilości i wielkości znajdujących się w nich urządzeń,
- zapewniać łatwy dostęp do tych urządzeń podczas pracy i ich oczyszczania,
- umożliwiać łatwe i sprawne wykonywanie wszelkich czynności w zakładzie mleczarskim przy zachowaniu należnej staranności, dokładności i czystości w pracy.
- zaopatrzone w urządzenia wentylacyjne, umożliwiające stałe odświeżanie powietrza.

W rozporządzenia z 1948 r. Minister Przemysłu i Handlu zdefiniował poszczególne zakłady:
- zlewnią mleka jest zakład, w którym zbiera się mleko w celu dostarczenia do zakładu przetwórczego. W zlewni mleko podlega tylko zabiegom oczyszczania i ochłodzenia,
- śmietańczarnią jest zakład, w którym oddziela się śmietankę od mleka i przygotowuje się w celu dostarczenia do przerobu lub. wprowadzenia do obrotu,
- mleczarnią jest zakład, w którym prócz określonych zabiegów mleko poddawane jest oczyszczaniu mechanicznemu w celu wprowadzenia do obrotu,
- maślarnią jest zakład, w którym wyrabia się masło w celu wprowadzenia do obrotu,
- serownią jest zakład, w którym przerabia się mleko na sery w celu wprowadzenia do obrotu,
- kazeiniarnią jest zakład, w którym wyrabia się z mleka odtłuszczonego kazeinę w celu wprowadzenia do obrotu.

## Powołanie Inspektoratów Mleczarskich
Dla wykonania czynności, przewidzianych w dekrecie, utworzono Inspektoraty Mleczarskie na zasadach określonych przez Ministra Przemysłu i Handlu, który jednocześnie ustalił zakres ich działania. Za czynności związane z działalnością Inspektoratów Mleczarskich Minister Przemysłu i Handlu ustalił specjalne opłaty.
Według rozporządzenia z 1949 r. Ministra Handlu Wewnętrznego Inspektoraty Mleczarskie działały w następującym zakresie:
- nadzór nad zakładami mleczarskimi,
- rejestracja zakładów mleczarskich i prowadzenie rejestrów zakładów mleczarskich,
- czynności przygotowawcze związane z ustaleniem terenu działalności głównych zakładów mleczarskich,
- nadzór nad obrotem mleka i jego przetworami,
- współpraca z władzami przemysłowymi z zakresie mleczarstwa,
- współpraca z władzami i organami powołanymi do wykonywania nadzoru nad artykułami żywności,
- opracowywanie sprawozdań i statystyki w zakresie prac inspektoratów mleczarskich.

## Nadzór nad zakładami mleczarskimi
Nadzór nad zakładami mleczarskimi w zakresie ustalonym w dekrecie sprawował Minister Przemysłu i Handlu za pośrednictwem Inspektoratów Mleczarskich. Przy wykonywaniu nadzoru Inspektoraty Mleczarskie miały prawo:
- kontroli pomieszczeń zakładów,
- przeglądania ksiąg handlowych, gospodarczych i innych dokumentów i zapisków oraz dokonywania z nich odpisów,
- badania mleka i przetworów mleczarskich oraz bezpłatnego pobierania z nich próbek niezbędnych do przeprowadzenia kontroli Kierownictwo zakładów mleczarskich zobowiązane było ułatwiać wykonywanie czynności nadzorczych. Wiadomości uzyskane przy wykonywaniu nadzoru należało traktować jako tajemnicę handlową.

## Wywóz przetworów mleczarskich za granicę
Minister Przemysłu i Hadlu upoważniony był do:
- ustalania wymagań, jakim powinny odpowiadać poszczególne rodzaje przetworów mleczarskich, wywożonych za granicę,
- ustalania podziału tych przetworów na typy (standardy) oraz określania tryb zaliczania tych przetworów do ustalonych typów,
- określania warunków wywozu za granicę, dotyczących w szczególności opakowania przetworów mleczarskich, ich znakowania, przechowywania oraz przewozu,
- uzależniania uprawnienia do wywożenia przetworów mleczarskich za granice od wpisania zakładu mleczarskiego do odpowiedniego rejestru,
- ustalania miejsca odprawy celnej, miejsca kontroli oraz punkty graniczne dla wywozu poszczególnych rodzajów przetworów mleczarskich

O wpisaniu zakładu do rejestru zakładów mleczarskich wywozowych lub wykreśleniu z rejestru Inspektoraty Mleczarskie zawiadamiają właściciela zakładu i ogłaszali na jego koszt w Monitorze Polskim.